# 소녀의 기도 (2020년 영화)
《소녀의 기도》는 2020년에 개봉한 대한민국의 단편 영화이다.

## 줄거리
보육원을 퇴소하게 된 소녀는 아끼던 동생 형석을 보육원에서 몰래 데리고 나와 원룸에서 같이 살아가고 있다. 하지만, 1인 거주가 규칙인 곳에서 형석의 존재를 들키게 되고, 결국 둘은 원룸에서 쫓겨나 갈 곳을 잃게 된다. 어느 날 현호는 자신을 찾아온 보육원 교사로부터 소녀가 친동생이 아닌 형석을 보육원에서 몰래 데리고 나온 사실을 알게 되고, 고민 끝에 현호는 더이상 소녀와 형석을 자신의 집에서 지내게 할 수 없다고 말한다. 결국 다시 밖에 내버려지게 된 소녀와 형석. 소녀는 삐그덕거리는 캐리어를 이끌고 끝이 보이지 않는 터널을 한없이 홀로 걷는다.

## 등장인물
- 유의태